# Bataille du Nek
La bataille du Nek (en turc : Kılıçbayır Muharebesi) est une bataille mineure qui s'est déroulée le 7 août 1915, pendant la campagne de Gallipoli (Première Guerre mondiale). Le « Nek  » est une étroite portion de crête sur la péninsule de Gallipoli. Le nom dérive du mot afrikaans désignant un « col de montagne », mais le terrain lui-même est un goulot d'étranglement parfait et facile à défendre, comme l'a prouvé une attaque ottomane en juin. Il relie les tranchées australiennes et néo-zélandaises sur la crête connue sous le nom de « Russell's Top » au monticule appelé « Baby 700 » sur lequel les défenseurs ottomans sont retranchés. 
La campagne de Gallipoli a commencé en avril 1915, mais au cours des mois suivants, elle s'est transformée en une impasse. Dans un effort pour sortir de l'impasse, les Britanniques et leurs alliés lancent une offensive pour capturer la chaîne de Sari Bair (en). Dans le cadre de cet effort, une attaque feinte des troupes australiennes est prévue au Nek pour soutenir les troupes néo-zélandaises qui attaquent Chunuk Bair (en).
Tôt le 7 août 1915, deux régiments de la 3rd Light Horse Brigade (en), l'une des formations sous le commandement du Major General Alexander Godley pour l'offensive, montent une attaque futile à la baïonnette contre les tranchées ottomanes situées sur « Baby 700 ». En raison d'une mauvaise coordination et d'une prise de décision inflexible, les Australiens subissent de lourdes pertes pour un résultat nul. Au total, 600 Australiens prennent part à l'assaut, en quatre vagues ; 372 sont tués ou blessés. Les pertes ottomanes sont négligeables.